# Crosbycus dasycnemus
Espèce
Synonymes
- Nemastoma dasycnemum Crosby, 1911

Crosbycus dasycnemus est une espèce d'opilions dyspnois de la famille des Taracidae.

## Distribution
Cette espèce se rencontre dans l'Est des États-Unis et du Canada, au Japon et en Chine.

## Description
La femelle holotype mesure 0,95 mm de long et 0,59 mm de large.
La femelle décrite par Shear en 1986 mesure 0,89 mm.

## Systématique et taxinomie
Cette espèce a été décrite sous le protonyme Nemastoma dasycnemum par Crosby en 1911. Elle est placée dans le genre Crosbycus par Roewer en 1914.

## Publication originale
- Crosby, 1911 : « A new species of Phalangida from Missouri. » The Canadian Entomologist, vol. 43, p. 20–22 (texte intégral).